# Ernst Heinrich Weber
Ernst Heinrich Weber (Wittenberg, 24 giugno 1795 – Lipsia, 26 gennaio 1878) è stato un fisiologo e anatomista tedesco, universalmente conosciuto come il fondatore della psicologia sperimentale.
Weber studiò medicina all'Università di Wittenberg. Nel 1818 ebbe l'incarico di professore associato di anatomia comparativa all'Università di Lipsia, dove divenne professore associato di anatomia e fisiologia nel 1821.
Attorno al 1860 Weber lavorò con Gustav Fechner sulla psicofisica, e proprio in quel periodo si arrivò alla formulazione della legge di Weber.
Nel 1866 Weber si ritirò dalla cattedra di fisiologia e anche da quella di anatomia nel 1871. Proprio in questo periodo lui e suo fratello, Eduard Friedrich Weber, scoprirono il potere inibitore del nervo vago.